# Ferma vedetelor (sezonul 2)
Ferma vedetelor (sezonul 2) este al doilea sezon al emisiunii de televiziune Ferma vedetelor. Filmările pentru acest sezon au început luni, 18 ianuarie 2016, primul episod a debutat pe 16 februarie 2016, iar finala a fost pe 4 iunie 2016.

## Concurenți
În 12 ianuarie 2016, au fost anunțate primele vedete care vor participa în acest sezon (Anda, Ami, Benjamin, Maria, Marcel, Mircea, Octavian, Paul, Saveta și Sorana). Două zile mai târziu, Lili și Viorel au întregit echipa.
| Concurent                    | Vârstă | Cunoscut pentru                                      | Ziua intrării | Rezultat                          | Loc |
| ---------------------------- | ------ | ---------------------------------------------------- | ------------- | --------------------------------- | --- |
| Anda Ghiță                   | 46     | Fostă concurentă a primului sezon MasterChef România | Ziua 1        | Eliminată (Săptămâna 1)           | 16  |
| Viorel Sipoș                 | 41     | Membru al formației 3rei Sud Est (3 Sud Est)         | Ziua 1        | Eliminat (Săptămâna 2)            | 15  |
| Saveta Bogdan                | 70     | Solistă de muzică populară                           | Ziua 1        | Eliminată (Săptămâna 3)           | 14  |
| Benjamin "Benny" Adegbuyi    | 30     | Kickboxer și fost luptător K-1                       | Ziua 1        | Eliminat (Săptămâna 4)            | 13  |
| Andreea Ioana "Ami" Moldovan | 26     | Cântăreață de muzică dance                           | Ziua 1        | Eliminată (Săptămâna 6)           | 12  |
| Mircea N. Stoian             | 52     | Fost co-prezentator la Un show Păcătos               | Ziua 1        | A abandonat (Săptămâna 7)         | 11  |
| Marcel Toader                | 51     | Afacerist                                            | Ziua 1        | A abandonat (Săptămâna 9)         | 10  |
| Octavian Strunilă            | 34     | Actor                                                | Ziua 1        | Eliminat (Săptămâna 10)           | 9   |
| Roxana Nemeș                 | 26     | Cântăreață                                           | Ziua 44       | Eliminată (Săptămâna 11)          | 8   |
| Denis Ștefan                 | 39     | Actor și dresor de cai                               | Ziua 44       | Eliminat (Săptămâna 12)           | 7   |
| Sorana Darclee               | 32     | Fostă membră a formației A.S.I.A                     | Ziua 1        | Eliminată (Săptămâna 13)          | 6   |
| Elena Lasconi                | 43     | Jurnalistă                                           | Ziua 44       | Eliminată (Săptămâna 14)          | 5   |
| Lili Sandu                   | 36     | Actriță                                              | Ziua 1        | Eliminată prin vot (Săptămâna 15) | 4   |
| Maria Constantin             | 27     | Solistă                                              | Ziua 1        | Finalistă (Săptămâna 15)          | 3   |
| Vasile Calofir               | 43     | Actor                                                | Ziua 44       | Finalist (Săptămâna 15)           | 2   |
| Paul Ipate                   | 30     | Actor                                                | Ziua 1        | Câștigător (Săptămâna 15)         | 1   |

### Oaspeți celebri
| Celebritate | Cunoscut pentru                                                                        | Perioada vizitei                | Sursă |
| ----------- | -------------------------------------------------------------------------------------- | ------------------------------- | ----- |
| Dan Helciug | Membrul formației Spitalul de Urgență/fost concurent al primului sezon Ferma vedetelor | Ziua 20 - Ziua 25 (săptămâna 4) | [ 4 ] |

## Rezumatul jocului

#### Săptămâna 1
Imediat ce au ajuns în Cipru, cele 12 vedete au avut parte de prima probă din concurs. Acestora li s-a dat o geantă mare, avuând 2 minute la dispoziție să își mute hainele din bagajul propriu în geantă. De asemenea, aceștia au avut voie să ia cu ei doar cu 3 obiecte personale. După ce și-au aranjat bagajul, s-au format două echipe. Echipa 1 (Benny, Lili, Mircea, Octavian și Ami) și Echipa 2 (Anda, Paul, Viorel, Saveta, Marcel și Sorana). În a doua probă a acestei zile, cele 2 echipe au trebuit să se dueleze. Ambele echipe au trebuit să tragă de capătul unei frânghii, iar echipa care reușește să își tragă adversarul pe terenul propriu va câștiga proba. Echipa 1 a ieșit învingătoare la această probă, iar membrii echipei au fost recompensați cu o caracatiță. Totodată, echipa 1 a pornit spre fermă cu 15 minute mai repede. 
După ce ambele echipe au ajuns la ferma unde vor locui pentru 3 luni, Iulia Vântur a mers la prima întâlnire cu concurenții pentru a le comunica regulile și pentru a le împărți talismanele norocoase care vor fi purtate permanent. Pe toată perioada șederii la fermă, vedetele vor purta costume tradiționale cipriote. În prima seară, Anda a fost deranjată de atitudinea de conducător a lui Mircea, aceștia având câteva discuții acide.
- Fermierul Săptămânii: După ce regulile emisiunii au fost clarificate, fiecare concurent a trebuit să nominalizeze un alt concurent pe care el îl consideră potrivit pentru a fi fermierul acestei săptămâni. Cu 5 voturi primite, Benny a fost desemnat Fermierul Săptămânii. Acesta a avut o primă sarcină de îndeplinit: a fost nevoit să aducă într-un coș alimente pentru ceilalți concurenți.

În dimineața următoarei zile, nea Rață a venit să discute cu fermierii despre impresiile primei nopți și despre ce lucruri să le aducă. Totul în schimbul muncii prestate corespunzător de cei 12 fermieri. Nea Rață le-a dat o sarcină Mariei și lui Marcel: aceștia trebuie să aibă grijă de portocalul din fața casei timp de 2 săptămâni. Dacă cei doi vor îndeplini sarcina, vor beneficia de un moment de intimitate. Totodată, acesta le-a lăsat fermierilor la poartă paleți pentru a construi hambarul animalelor, dar și ceva alimente. Imediat după placarea lui nea Rață, Mircea  le-a propus celorlalți să pregătească o masă mai consistentă, formată din mâncare de cartofi cu legume. Cu toate astea, Lili a optat să pregătească o salată de legume care, în opinia ei, a fost mai potrivită pentru micul dejun. Anda s-a supărat din cauza mâncării și a ales să stea singură în curte, în timp ce ceilalți concurenți erau în bucătărie. Deși Viorel a încercat să o convingă să vină alături de ei, Anda și-a exprimat supărarea și dorința de a pleca acasă. Mai târziu, Mircea s-a hotărât să înlocuiască cu o cruce, capul de bivol de deasupra intrării în fermă, stârnind mai multe reacții negative din partea celorlalți fermieri.
- Servitorii: Înainte ca fiecare fermier să își dea cu părerea despre servitorii acestei săptămâni, Mircea s-a autopropus pentru a fi servitor. Alături de el, acesta a nominalizat-o pe Anda, deoarece aceasta își dorea să plece acasă. Atât Anda, cât și ceilalți concurenți împreună cu Benny, Fermierul Săptămânii au fost de acord cu această decizie, desemnându-i pe cei doi servitorii acestei săptămâni.

În a treia zi, cei 12 fermieri au primit vizita lui Nea Rață, care a venit încărcat cu tot felul de bunătăți pentru aceștia: răsaduri de legume, un păun și o păuniță, un fazan și câteva găinușe, dar și mâncare pentru animale. Acesta s-a asigurat și de faptul că Maria și Marcel au avut grijă să nu lipsească vreo portocală din pomul încredințat. Pe lângă acest lucru, fermierii au întocmit, împreună cu Nea Rață, o listă de produse necesare: hârtie igienică, ceai, un topor mai greu, dar și cafea.Cu toate astea, fermierii au primit doar o parte dintre produsele solicitate. Mai târziu, Octavian și Paul au construit un duș în aer liber, folosind câteva obloane vechi, o bucată de pânză și câteva găleți cu apă. În tot acest timp, ceilalți bărbați din fermă au muncit la construcția hambarului care va adăposti animalele, iar fetele au pregătit un meniu: supă de spanac, salată de ceapă, dar și mâncare de fasole cu cârnați. Anda a fost deranjată de faptul că nu se poate odihni suficient noaptea din cauza lui Mircea. După un conflict între aceștia, Anda și-a făcut bagajul și a plecat din Fermă, fără să anunțe pe nimeni. În drumul ei, Anda s-a întâlnit cu Nea Rață, care a convins-o să se întoarcă înapoi la Fermă.
La finalul zilei, Iulia Vântur le-a adus concurenților ulei de măsline proaspăt presat, fabricat din măslinele culese de Lili, Ami și Sorana. Pe lângă acest lucru, cei 12 fermieri au primit fotografiile lor, pentru a realiza organigrama fermei: fermierul săptămânii, servitorii, dueliștii, precum și concurenții eliminați. Totul s-a încheiat cu o petrecere în jurul focului de veghe, cu muzică românească, dar și cu țuică cu schinduc, o băutura cu proprietăți miraculoase făcută din plante ce cresc pe Ceahlău.
Și în a patra zi, Nea Rață a venit încă de la prima oră a dimineții dându-le fermierilor două capre, precum și îngrășăminte pentru răsadurile aduse zilele trecute. Pe lângă toate acestea, Nea Rață a venit cu arginți, care le vor permite celor 12 fermieri să-și cumpere diverse produse de la negustorul local. Totuși, acesta a fost ponderat, împărțindu-le doar câteva monede. După-masa, Benny a primit de ziua lui un mic cadou: un apel telefonic de 1 minut cu soția sa. Pe lângă acest cadou, o trupă de cântăreți ciprioți a venit să destindă atmosfera cu cântece tradiționale, dar și cu bucate alese, de la pâine de casă, la brânză proaspătă și legume.
- Duelul: În a treia zi, Benny a respectat decizia majorității și a trimis-o pe Anda la Duel. În următoarea zi, Anda a ales să se dueleze cu Sorana.
  - Runda 1: "Ițele încurcate"- În această probă, fiecare dintre duelistă a trebuit să descurce o sfoară, pe care mai apoi a trebuit să o înfășoare în întregime în jurul unei coloane, fără să își încurce adversarul. Sorana a fost cea care a dat dovadă de rapiditate, a ridicat prima steagul și a câștigat proba.
  - Runda 2: "Trage adversarul"- Cele două concurente au fost legate la capătul unei sfori pentru a putea să își tragă adversarul astfel încât să ajungă la stelele de mare, pe care trebuiau să le arunce într-un coș. Sorana a reușit să strângă prima cele 5 stele și să le pună în coș, iar Anda a devenit prima concurentă eliminată.

La întoarcerea în Fermă, concurenții au primit cadou un câine.

#### Săptămâna 2
În prima dimineață a acestei săptămânii, Lili, Marcel și Maria s-au contrat privind mâncarea pentru micul dejun, reușind cu greu să ajungă la un numitor comun. Mai târziu, Mircea, a încercat să improvizeze un sistem de închidere al ușii de la bucătărie, folosind un scripete și un bolovan. Însă, peste noapte, sistemul a fost scos de către Octavian. În urma acestui lucru, Mircea a luat decizia de a nu mai face absolut nimic din propria inițiativă. Asta până la un moment dat, când a repus în funcțiune sistemul de blocare al ușii.
Dat fiind faptul că din pomul pe care Maria și Marcel trebuiau să îl îngrijească a dispărut o portocală, promisiunea celor doi cu Nea Rață a fost anulată. Saveta a recunoscut că ea a luat o portocală, neștiind de înțelegerea celor doi cu Nea Rață. 
- Fermierul Săptămânii: În a șasea zi, Iulia Vântur a venit la Fermă cu scrisoarea lăsată de Anda la plecare, în care, concurenta eliminată l-a numit pe Marcel Fermierul Săptămânii.

Din cauza neglijenței fermierilor, Tarzan, măgarul fermei a fugit. Nea Rață a salvat situația, aducându-le măgărușul, contra unei sume modice de doi arginți. Totuși, fermierul a venit și cu ceva alimente pentru fermieri. Pe lângă asta, acesta le-a mai pregătit o surpriză: două localnice au venit să îi învețe pe români să fabrice halloumi, brânza tradițională cipriotă. Trei sferturi din brânza rezultată a fost donată unei cauze caritabile.
- Servitorii: Din cauza conflictelor cu ceilalți fermieri, Marcel a hotărât să îl numească pe Mircea primul servitor. Alături de el, acesta a nominalizat-o pe Ami, deoarece ea e singura care se înțelege cu Mircea.

În dimineața următoarei zile, Marcel a format o alianță alături de Maria și Ami. Marcel le-a sfătuit pe cele două să se mențină în formă și să se folosească de ce au în jur pentru a se antrena. 
- Duelul: Pentru că Mircea a fost nominalizat de către toți fermierii, Marcel a decis să îl trimită la duel. Cu toate că zilele trecute Mircea a declarat că își dorește să plece acasă, în următoarea zi, Mircea și-a schimbat planurile și a ales să se dueleze cu Viorel. După acest moment, Mircea și-a cerut scuze în fața fermierilor pentru toate neplăcerile produse. În ciuda atitudinii sale Mircea a continuat să fie acid la adresa lui Benny, iar reacția lui i-a făcut pe ceilalți să se îndoiască de intențiile sale. După ce și-au făcut bagajele, cei doi dueliști s-au îndreptat către căsuțele izolate. Ajunși acolo, ambii dueliști au primit vizita Iuliei Vântur și șansa de a telefona acasă, însă niciunul nu a profitat de ea.
  - Runda 1: "Cursa polonicelor"- Cei doi au trebuit să mute apa colorată din găleți, cu ajutorul polonicelor, în două recipiente, mergând pe un traseu format din bârne. Cel care a reușit să umple primul sticla a fost Mircea.
  - Runda 2: "Trage adversarul"- În această rundă, dueliștii au trebuit să se tragă cu o funie peste linia marcată. La această probă, Viorel a reușit să egaleze scorul: 1-1.
  - Runda 3: "Lămâia buclucașă"- Dueliștii au fost legați la ochi și au trebuit să își folosească celelalte simțuri pentru a alege lămâile dintr-un morman unde erau amestecate cu portocale, iar apoi, aceștia au trebuit să le pună în coș. Mircea a reușit să găsească cele șapte lămâi, câștigând duelul împotriva lui Viorel la diferența de doar o lămâie.

#### Săptămâna 3
- Fermierul Săptămânii: După ce a fost eliminat, în scrisoarea sa de adio, Viorel l-a numit pe Mircea Fermierul Săptămânii, șocându-i pe ceilalți concurenți.
- Servitorii: Imediat după ce Mircea a fost numit Fermierul Săptămânii. Acesta a avut cinci minute la dispoziție pentru a alege cei doi servitori. Mircea a încercat să se consulte cu restul concurenților pentru o alegere echidistantă a celor doi. Pentru că ceilalți n-au dorit să aleagă pe nimeni, Mircea a purtat o discuție între patru ochi cu Marcel, spunându-i că îl va alege pe el și pe Maria servitori, deoarece își dorește să scoată din joc un bărbat. Marcel a acceptat imediat propunerea lui Mircea. Când a dat verdictul final în fața grupului, Mircea a precizat că i-a nominalizat pe Maria și Marcel, doar pentru ca aceștia să aibă parte de mai multă intimitate.

Ceva mai târziu, fermierii au fost vizitați de un precupeț cipriot. Fermierii au încercat să negocieze cât mai multe produse, la prețuri derizorii. Aceștia au cheltuit 4 arginți și 6 borcane de dulceață pe o bucată de ciocolată, un pachet de cafea și câțiva cartofi. Pe lângă aceste produse, Ami a reușit să sustragă, fără să fie prinsă, niște șampon, două calupuri de săpun și două conserve de fasole cu cârnați. Alții au fost mai inspirați și au sustras din căruțul negustorului banane și câteva sticle de bere, dar și una de vin. Străduindu-se să le pitească cât mai bine, aceștia au aflat că cei câțiva litri de băutură erau în fapt mici cadouri pentru ei și că s-au străduit în zadar să-i înșele încrederea.
În următoarea zi, Nea Rață le-a adus concurenților nouă găini și un cocoș. Totodată, acesta le-a dat sarcina concurenților să amenajeze ferma pentru carnavalul primăverii, o tradiție cipriotă și să pregătească bucate alese pentru invitați. Fermierii nu au avut voie să guste deloc din bucatele pe care le-au preparat pentru meseni.
- Duelul: Cu toate că Mircea iși dorea să elimine un bărbat, planul acestuia s-a schimbat, prin urmare, Mircea a trimis-o pe Maria la duel. Raționamentul acestuia a avut la bază un principiu simplu: cei mai puternici trebuie să rămână în Fermă pentru a readuce strălucirea locului, iar cei mai slabi trebuie să plece, făcând referire la Saveta. După ce a fost propusă pentru duel, Maria a mărturisit printre lacrimi că Mircea nu respectă munca celorlalți, acesta dă ordine, dar nu execută nimic. În ziua următoare, Maria a respectat planul lui Mircea și a ales să meargă la duel cu Saveta.
  - Runda 1: "Răspunzi și câștigi"-  În această probă, duelistele au trebuit să răspundă la mai multe întrebări din cartea fermei. Fiecare răspuns corect s-a punctat cu un steguleț, cele două fiind nevoite să adune maximum cinci stegulețe. Câștigătoarea acestei runde a fost Maria, deoarece a fost prima care a acumulat cinci stegulețe.
  - Runda 2: "Catapulta"- În această probă, cele două dueliste au trebuit să arunce cât mai multe mandarine într-un coș, cu ajutorul unei catapulte. Concurentele au avut la dispoziție cinci minute. Saveta a reușit să marcheze 6 puncte, iar Maria 16, câștigând astfel duelul.

#### Săptămâna 4
La începutul săptămânii, Dan Helciug, fost concurent, le-a făcut o vizită concurenților. Dan nu a venit cu mâna goală, ci cu o damigeană de vin și o sticlă de palincă și două „ingrediente“ care au animat mersul lucrurilor. Pe lângă licori, oaspetele a adus slănină, praz și brânză. În plus, Dan a venit și cu o idee care să le dea motive de petrecut fermierilor: le-a propus Mariei și lui Marcel să-și reînnoiască jurămintele într-o nuntă tradițională românească pe meleaguri cipriote.
Lili a încercat să-i prezinte dulceața de portocale pe care Mircea a folosit-o în trocul cu negustorul cipriot. Cu toate că Lili a considerat că dulceața făcută cu atât de multă trudă de fermieri este un preparat bun, Mircea a avut altă părere negativă denumind-o "borhot". Acest fapt făcut-o pe Lili să-i reproșeze că i-a jignit indirect pe toți cei care au muncit la fabricarea dulceții. Discuția a escaladat, Mircea jignind-o pe Lili în repetate rânduri.
- Fermierul Săptămânii: În scrisoarea pe care a lăsat-o Saveta la plecare, aceasta a ales ca Lili să fie Fermierul Săptămânii,
- Servitorii: După cele cinci minute pe care Lili le-a avut la dispoziție, aceasta i-a numit pe Benny și Ami servitori ai aceastei săptămâni

Mai târziu, Nea Rață i-a vizitat pe concurenți încărcat de alimente proaspete, asigurându-se și că Lili știe ce presupune conducerea fermei. Mai mult decât atât, acesta i-a pus pe concurenți să se lege la mâini pentru a vedea ce presupune lucrul în echipă. Echipele formate au fost Benny și Maria, Marcel și Lili, Mircea și Sorana, precum și Ami cu Paul, Octavian fiind singurul care a rămas "liber". La fiecare cântat de cocoș, partenerii trebuiau să se schimbe între ei, unul dintre cei nouă rămânând fără echipă.
Legați la mâini, fermierii au avut de înfășurat sfoară colorată împrăștiată în ramurile de măslini. Prima echipă care a reușit să strângă sfoara fără să o rupă a primit o recompensă din partea lui Nea Rață. Mircea și Sorana au fost cei doi câștigători, primind ocazia de a pleca într-un scurt voiaj pe mare. Deoarece Sorana are rău de mare, aceasta i-a cedat locul lui Paul. Cât timp Mircea, Paul și Dan se aflau la pescuit pe mare, restul concurenților au avut sarcina de a lăcui podeaua bucătăriei, de a vopsi masa din bucătărie și de a face curat, îndatoriri care le-au luat peste jumătate de zi. Deși extrem de încântați de ceea ce au realizat, Nea Rață s-a supărat în momentul în care a văzut că masa era vopsită în albastru, contrar solicitării acestuia. Pentru că nu au reușit să finalizeze sarcinile, acesta le-a dat doar 5 arginți și le-a făcut un program pe zile și pe ore, cu responsabili pentru fiecare activitate a fermei. 
- Duelul: Fermierul Săptămânii, Lili, a decis ca Benny să meargă la duel. În următoarea zi, Benny a ales să se dueleze cu Mircea.
  - Runda 1: "Ridică vela"-  În această probă, cei doi dueliști au trebuit să descurce sforile încurcate a două vele. Primul concurent care a ridicat vela pana la capat a fost Mircea.
  - Runda 2: "Găsește indicii"- În această probă, dueliștii au trebuit să găsească câteva lemne într-un țarc cu fân. Pe fiecare bucată de lemn era scris un cuvânt, reprezentând un indiciu pentru a forma un proverb. Cu fiecare cuvant găsit, cei doi concurenți au trebuit să formeze trei proverbe și să le pună pe tablă. Benny a egalat scorul, fiind primul care a găsit două proverbe.
  - Runda 3: "Răspunzi și câștigi"-  În această probă, cei doi adversari au trebuit să răspundă la mai multe întrebări din cartea fermei. Fiecare răpuns corect s-a punctat cu un cuțit, cei două fiind nevoiți să adune maximum cinci stegulețe. Cu toate că Benny si Mircea și-au folosit și așii din mânecă și au încercat să se încurce unul pe celălalt, Mircea a reușit la final să câștige această probă, implicit și duelul, eliminandu-l pe Benny.

#### Săptămâna 5
La începutul acestei săptămâni, Marcel a acuzat-o pe Lili de faptul că aceasta a sustras câteva portocale aduse de Nea Rață, fără a aștepta distribuirea acestora în mod egal între fermieri. Spiritele s-au inflamat rapid, acuzele făcând trimitere și la faptul că Lili a împărțit lintea într-un mod inegal. După această discutie, Lili și aliata ei, Sorana s-au simțit marginalizate de restul grupului.
- Fermierul Săptămânii: În mesajul pe care l-a lăsat Benny la plecare, acesta a ales ca Paul să fie Fermierul Săptămânii. Nominalizarea fermierului șef a fost primită cu bucurie, majoritatea considerând că alegerea sa este cea mai potrivită.
- Servitorii: Precum săptămânile trecute, Paul avut cinci minute la dispozitie pentru a desemna servitorii acestei săptămâni. După o discutie cu aliatul său, Octavian, Paul i-a numit pe Mircea și Lili servitori ai aceastei săptămâni.

Mai târziu, Nea Rață i-a vizitat pe fermieri, venind cu un plan pentru o nouă anexă: o bucătărie de vară. Construcția a trebuit realizată pe parcursul  săptămânii. Pe lângă acest lucru, Nea Rață a plecat împreună cu Paul și Octavian în căutarea caprei pierdute în urmă cu câteva zile. Deși supărat pe concurenți pentru că eforturile lor pentru reconstrucția fermei nu sunt la înălțimea așteptărilor, Nea Rață s-a îndurat și le-a adus acestora câteva bunuri necesare: perii, găleți, chibrituri, sare și mâncare pentru animale. Drept răsplată pentru felul în care s-a descurcat Paul, Nea Rață i-a acordat acestuia 15 arginți, cei mai mulți din acest sezon.
Nea Rață le-a dat o provocare celor opt fermieri. Fermierii au fost nevoiți să caute mai multe indicii, ascunse cu iscusință în livada de măslini. Câștigătorii probei au fost Maria și Marcel, cei doi evadând pentru prima oară din ferma cipriotă. Însoțiți de Nea Rață, aceștia au poposit la o fermă de măgari, fiind provocați să curețe grajdul simpaticelor animale, dar și să le mulgă. Drept recompensă pentru munca depusă, cei doi au primit lapte de măgăriță.
Înaintea votului, Mircea a făcut o înțelegere cu Marcel și Maria, spunându-le să o voteze pe Sorana, aliata lui Lili. În timp ce Lili complota împotriva lui Marcel, Mircea a încercat să-i convingă pe Ami, Paul și Octavian să o elimine pe Sorana. Văzând alianțele formate, Sorana a fost extrem de hotărâtă să se propună pentru eliminare. Deranjați de strategia și atitudinea lui Mircea, Paul și Octavian au decis să se întoarcă împotriva acestuia, convingăndu-le pe Lili și Sorana să li se alăture.
- Votul: Imediat după alegerea Fermierului Săptămânii, Iulia Vântur le-a dat și prima provocare: concurenții au trebuit să nominalizeze un fermier care să părăsească ferma, pentru a fi ucenicul lui Nea Rață. Concurenții au avut de luat o decizie unanimă, cu multă responsabilitate, deoarece pentru cel ales există posibilitatea de a nu se mai reîntoarce în Ferma vedetelor. În ziua votului, Sorana a primit voturi din partea trioului format din Maria, Marcel și Mircea, dar la final, Ami s-a alăturat majorității, iar Mircea a plecat din Fermă.
- Duelul: Pentru al proteja pe Octavian, Fermierul Săptămânii, Paul a decis ca Lili să meargă la duel. După ce a ascultat toate propunerile celorlalți fermieri, Lili s-a hotărât să meargă la duel cu Maria. La fel ca până acum, cele două dueliste au primit dreptul la un apel telefonic. Din cauza emoțiilor, Maria a refuzat, în timp ce Lili a profitat de această oportunitate, sunându-și cea mai bună prietenă.
  - Runda 1: "Fură clopoțelul"- În această proba, cele două concurente au fost legate la ochi, iar la spate, ambele au avut prins un clopoțel. Pentru a câștiga proba, una dintre ele a treuit sa ia copoțelul celeilalte de cel puțin două ori. Deși Lili a fost prima care a luat clopoțelul adversarei, proba a fost câștigată în final de Maria, cu scorul de 2-1.
  - Runda 2: "Ține sacul"-  De data aceasta, Lili și Maria au fost provocate să țină un sac de 15 kilograme cât mai mult timp suspendat, folosind o singură mână. Lili s-a dovedit a fi mai puternică, reușind să țină sacul suspendat fără prea mari probleme. La polul opus, Maria a fost descalificată, deoarece a încercat să țină funia cu ambele mâini.
  - Runda 3: "Împinge adversarul"-  În această probă, Lili și Maria au avut de împins o bârnă în aceeași direcție, pentru a colecta 3 steaguri, pe rând, unul câte unul. Proba de forță le-a solicitat limitele celor două, Maria dovedindu-se, de această dată, mai determinată și mai puternică, fiind cea care a reușit să colecteze 3 steaguri.

După ce Lili a pierdut duelul, Iulia Vântur a anunțat că Lili nu este eliminată, deoarece un concurent a părăsit deja Ferma în această săptămână.

#### Săptămâna 6
- Fermierul Săptămânii: În urma voturilor concurenților rămași, Maria a devenit Fermierul Săptămânii.
- Servitorii: După ce a devenit Fermierul Săptămânii, Maria a decis ca Sorana și Paul să fie servitori, deoarece cei doi sunt printre singurii fermieri rămași care nu au fost puși în această poziție.

În această săptămână, cei șapte fermieri au avut sarcina de a schimba rorulie între ei: fetele au trebuit să facă treaba băieților, iar aceștia au preluat sarcinile fetelor. 
În timp ce concurenții munceau în fermă, Nea Rață le-a făcut o vizită surpriză, aducându-le biscuiți, ciocolată și sucuri. Însă toate acestea erau închise într-un recipient transparent, cu un lanț și-un lacăt. Cei șapte au fost nevoiți să facă flotări sau să danseze pentru a primi câteva chei care puteau deschide lacătul. Spre dezamăgirea lor, niciuna dintre cheile câștigate nu a deschis cutia cu bunătăți. Pe lângă ispita dulce, Nea Rață a adus un cipriot care să-i ajute pe concurenți la săpatul pământului. După ce au văzut cum se folosește plugul tras de cal, concurenții au început să pregătească terenul pentru răsadurile de ceapă și cartofi. Văzând că cei șapte se descurcă bine cu munca câmpului, Nea Rață le-a dat acestora încă două chei. Din păcate pentru aceștia, nici acestea două nu s-au potrivit, astfel încât Octavian a hotărât să spargă cutia, încălcând decizia fermierului șef de a aștepta pentru a căuta sau primi următoarea cheie. Drept pedeapsă, Nea Rață le-a confiscat alimentele.
În următoarea dimineață, Nea Rață le-a dat trezirea, luându-i pe cei șapte concurenți la înviorare. Pe lângă acest lucru, acesta le-a încuiat ușile de la bucătărie, lăsându-i pe dinafară. Tot acesta le-a adus câteva bunătăți pentru masa aniversară de ziua Soranei. Octavian și Sorana au fost provocați să curețe cât mai multe sepii. Drept răsplată, aceștia au putut păstra fructele de mare curățate. Mai mult decât atât, cei doi au primit șansa de a evada din Fermă. Însoțiți de Iulia Vântur și Nea Rață, cei doi au mers într-o livadă de portocali, unde au trebuit să stoarcă sucul fructelor fără a le curăța în prealabil. La finalul escapadei, proprietarul livezii le-a dat voie să culeagă portocale, precum și câteva daruri: marmeladă și suc de portocale. Dat fiind faptul că a fost ziua ei de naștere, Sorana a primit un tort și dreptul de a-și telefona mama. 
După aniversarea Soranei, Mircea s-a reîntors la Fermă. Acesta a fost întâmpinat de Maria și Marcel, singurii lui aliați.
În următoarea zi, Nea Rață i-a vizitat din nou pe fermieri însoțit de un cipriot, care a venit să împrăștie praf anti-șerpi. Pe lângă asta, Nea Rață i-a înmânat Mariei câteva pensule, vopsea și cretă pentru a realiza niște modele pe obloanele fermei, dar și 10 arginți pentru munca depusă până acum. Mai mult decât atât,acesta i-a înmânat Mariei cheia de la bucătărie, astfel încât aceștia să poată mânca în liniște. Mai târziu, negustorul i-a vizitat din nou pe concurenți. Acesta a venit încărcat de bunătăți: varză, pâine, bere, vin, ceapă, cartofi și sare, produse cu un preț de două ori mai mare ca prima dată. Dacă la prima venire a precupețului negocierile nu au decurs tocmai bine în favoarea concurenților, de această dată au reușit să achiziționeze varză, pâine, sare, și chipsuri la prețuri favorabile. Sorana a încercat să-l convingă pe precupeț să-i facă cadou o sticlă de bere sau de vin cu prilejul zilei sale de naștere, care tocmai trecuse
- Duelul: Maria a decis ca Sorana să meargă la Duel. În ziua 39, Sorana a ales-o pe Ami să i se alăture la Duel.
  - Runda 1: "Mulge capra"- În acestă probă, cele două dueliste au trebuit identifice câte o capră pe care ulterior să o mulgă, legate la ochi. În arena duelului se aflau două capre și un țap. Amândouă duelistele au identificat caprele și, timp de 5 minute, s-au luptat să mulgă cea mai mare cantitate de lapte. Deși capra Soranei a fost extrem de agitată la începutul probei, duelista a reușit să mulgă o cantitate de lapte mai mare decât Ami, câștigând prima probă.
  - Runda 2: -  În această probă, cele două au fost nevoite să încarce bălegar în câte o roabă pe care să-l transporte, pe o bârnă, până la două recipiente care trebuiau umplute cu gunoiul de grajd. Sorana s-a dovedit a fi mai puternică și mai rapidă, câștigând duelul și eliminand-o pe Ami din joc.

#### Săptămâna 7
- Fermierul Săptămânii:
- Servitorii:
- Duelul:

#### Săptămâna 8
- Fermierul Săptămânii:
- Servitorii:
- Duelul:

#### Săptămâna 9
- Fermierul Săptămânii:
- Servitorii:
- Duelul:

#### Săptămâna 10
- Fermierul Săptămânii:
- Servitorii:
- Duelul:

#### Săptămâna 11
- Fermierul Săptămânii:
- Servitorii:
- Duelul:

#### Săptămâna 12
- Fermierul Săptămânii:
- Servitorii:
- Duelul:

## Nominalizări
|                   |                         |                          |                          |                          |                          |                          |                          |                          |                          |                          |                          |                           |                           |                           |                                                     |                           |                           |                           |  |  |
| Paul Ipate        |                         |                          |                          |                          | Fermierul săptămânii     | Servitor                 | Al doilea duielist       | Al doilea duielist       | Al doilea duielist       |                          |                          | Servitor                  | Servitor                  |                           | Câștigător                                          |                           |                           |                           |  |  |
| Vasile Calofir    | A intrat în Săptămâna 7 | A intrat în Săptămâna 7  | A intrat în Săptămâna 7  | A intrat în Săptămâna 7  | A intrat în Săptămâna 7  | A intrat în Săptămâna 7  | A intrat în Săptămâna 7  |                          |                          | Al doilea duielist       | Fermierul săptămânii     | Primul duielist           | Fermierul săptămânii      | Servitor                  | Locul 2                                             |                           |                           |                           |  |  |
| Maria Constantin  |                         |                          | Primul duielist          |                          | Al doilea duielist       | Fermierul săptămânii     | Servitor                 |                          | Servitor                 |                          |                          | Servitor                  |                           | Al doilea duielist        | Locul 3                                             |                           |                           |                           |  |  |
| Lili Sandu        |                         |                          |                          | Fermierul săptămânii     | Primul duielist          |                          |                          |                          |                          | Servitor                 |                          | Servitor                  |                           | Fermierul săptămânii      | Locul 4                                             |                           |                           |                           |  |  |
|                   |                         |                          |                          |                          |                          |                          |                          |                          |                          |                          |                          |                           |                           |                           |                                                     |                           |                           |                           |  |  |
| Elena Lasconi     | A intrat în Săptămâna 7 | A intrat în Săptămâna 7  | A intrat în Săptămâna 7  | A intrat în Săptămâna 7  | A intrat în Săptămâna 7  | A intrat în Săptămâna 7  | A intrat în Săptămâna 7  | Fermierul săptămânii     |                          |                          |                          | Fermierul săptămânii      | Al doilea duielist        | Primul duielist           | Eliminată în Săptămâna 14                           |                           |                           |                           |  |  |
| Sorana Daracle    | Al doilea duielist      |                          |                          |                          |                          | Primul duielist          | Fermierul săptămânii     | Servitor                 |                          |                          | Al doilea duielist       | Servitor                  | Primul duielist           | Eliminată în Săptămâna 13 | Eliminată în Săptămâna 13                           |                           |                           |                           |  |  |
| Denis Stefan      | A intrat în Săptămâna 7 | A intrat în Săptămâna 7  | A intrat în Săptămâna 7  | A intrat în Săptămâna 7  | A intrat în Săptămâna 7  | A intrat în Săptămâna 7  | A intrat în Săptămâna 7  |                          |                          | Fermierul săptămânii     | Servitor                 | Al doilea duielist        | Eliminat în Săptămâna 12  | Eliminat în Săptămâna 12  | Eliminat în Săptămâna 12                            | Eliminat în Săptămâna 12  | Eliminat în Săptămâna 12  | Eliminat în Săptămâna 12  |  |  |
| Roxana Nemeș      | A intrat în Săptămâna 7 | A intrat în Săptămâna 7  | A intrat în Săptămâna 7  | A intrat în Săptămâna 7  | A intrat în Săptămâna 7  | A intrat în Săptămâna 7  | A intrat în Săptămâna 7  |                          |                          |                          | Primul duielist          | Eliminată în Săptămâna 11 | Eliminată în Săptămâna 11 | Eliminată în Săptămâna 11 | Eliminată în Săptămâna 11                           | Eliminată în Săptămâna 11 | Eliminată în Săptămâna 11 | Eliminată în Săptămâna 11 |  |  |
| Octavian Strunila |                         |                          |                          |                          |                          |                          |                          | Primul duielist          | Fermierul săptămânii     | Primul duielist          | Eliminat în Săptămâna 10 | Eliminat în Săptămâna 10  | Eliminat în Săptămâna 10  | Eliminat în Săptămâna 10  | Eliminat în Săptămâna 10                            | Eliminat în Săptămâna 10  | Eliminat în Săptămâna 10  | Eliminat în Săptămâna 10  |  |  |
| Marcel Toader     |                         | Fermierul săptămânii     | Servitor                 |                          |                          |                          |                          |                          | Primul duielist          | Eliminat în Săptămâna 9  | Eliminat în Săptămâna 9  | Eliminat în Săptămâna 9   | Eliminat în Săptămâna 9   | Eliminat în Săptămâna 9   | Eliminat în Săptămâna 9                             | Eliminat în Săptămâna 9   | Eliminat în Săptămâna 9   |                           |  |  |
| Mircea Stoica     | Servitor                | Primul duielist          | Fermierul săptămânii     | Al doilea duielist       | Servitor                 | Nu a fost prezent        | Primul duielist          | Eliminat în Săptămâna 7  | Eliminat în Săptămâna 7  | Eliminat în Săptămâna 7  | Eliminat în Săptămâna 7  | Eliminat în Săptămâna 7   | Eliminat în Săptămâna 7   | Eliminat în Săptămâna 7   | Eliminat în Săptămâna 7                             | Eliminat în Săptămâna 7   |                           |                           |  |  |
| Ami Moldovan      |                         | Servitor                 |                          | Servitor                 |                          | Al doilea duielist       | Eliminată în Săptămâna 6 | Eliminată în Săptămâna 6 | Eliminată în Săptămâna 6 | Eliminată în Săptămâna 6 | Eliminată în Săptămâna 6 | Eliminată în Săptămâna 6  | Eliminată în Săptămâna 6  | Eliminată în Săptămâna 6  | Eliminată în Săptămâna 6                            | Eliminată în Săptămâna 6  | Eliminată în Săptămâna 6  |                           |  |  |
| Benny Adegbuyi    | Fermierul săptămânii    |                          |                          | Primul duielist          | Eliminat în Săptămâna 4  | Eliminat în Săptămâna 4  | Eliminat în Săptămâna 4  | Eliminat în Săptămâna 4  | Eliminat în Săptămâna 4  | Eliminat în Săptămâna 4  | Eliminat în Săptămâna 4  | Eliminat în Săptămâna 4   | Eliminat în Săptămâna 4   | Eliminat în Săptămâna 4   | Eliminat în Săptămâna 4                             |                           |                           |                           |  |  |
| Saveta Bogdan     |                         |                          | Al doilea duielist       | Eliminată în Săptămâna 3 | Eliminată în Săptămâna 3 | Eliminată în Săptămâna 3 | Eliminată în Săptămâna 3 | Eliminată în Săptămâna 3 | Eliminată în Săptămâna 3 | Eliminată în Săptămâna 3 | Eliminată în Săptămâna 3 | Eliminată în Săptămâna 3  | Eliminată în Săptămâna 3  | Eliminată în Săptămâna 3  | Eliminată în Săptămâna 3                            |                           |                           |                           |  |  |
| Viorel Sipoș      |                         | Al doilea duielist       | Eliminat în Săptămâna 2  | Eliminat în Săptămâna 2  | Eliminat în Săptămâna 2  | Eliminat în Săptămâna 2  | Eliminat în Săptămâna 2  | Eliminat în Săptămâna 2  | Eliminat în Săptămâna 2  | Eliminat în Săptămâna 2  | Eliminat în Săptămâna 2  | Eliminat în Săptămâna 2   | Eliminat în Săptămâna 2   | Eliminat în Săptămâna 2   | Eliminat în Săptămâna 2                             |                           |                           |                           |  |  |
| Anda Ghita        | Primul duielist         | Eliminată in Săptămâna 1 | Eliminată in Săptămâna 1 | Eliminată in Săptămâna 1 | Eliminată in Săptămâna 1 | Eliminată in Săptămâna 1 | Eliminată in Săptămâna 1 | Eliminată in Săptămâna 1 | Eliminată in Săptămâna 1 | Eliminată in Săptămâna 1 | Eliminată in Săptămâna 1 | Eliminată in Săptămâna 1  | Eliminată in Săptămâna 1  | Eliminată in Săptămâna 1  | Eliminată in Săptămâna 1                            |                           |                           |                           |  |  |
|                   |                         |                          |                          |                          |                          |                          |                          |                          |                          |                          |                          |                           |                           |                           |                                                     |                           |                           |                           |  |  |
| Runda 1           | 1 punct pentru Sorana   | 1 punct pentru Mircea    | 1 punct pentru Maria     | 1 punct pentru Mircea    | 1 punct pentru Maria     | 1 punct pentru Sorana    | 1 punct pentru Paul      | 1 punct pentru Paul      | 1 punct pentru Paul      | 1 punct pentru Vasile    | 1 punct pentru Sorana    | 1 punct pentru Vasile     | 1 punct pentru Elena      | 1 punct pentru Elena      | Nominalizării: Lili (7) Vasile (6)Maria (1)Paul (0) |                           |                           |                           |  |  |
| Runda 2           | 2 puncte pentru Sorana  | 2 puncte pentru Mircea   | 2 puncte pentru Maria    | 1 punct pentru Benny     | 1 punct pentru Lili      | 2 puncte pentru Sorana   | 2 puncte pentru Paul     | 1 punct pentru Strunila  | 2 puncte pentru Paul     | 2 puncte pentru Vasile   | 2 puncte pentru Sorana   | 2 puncte pentru Vasile    | 1 punct pentru Sorana     | 1 punct pentru Maria      | Duel pentru runda finala:Vasile 2-0 Maria           |                           |                           |                           |  |  |
| Runda 3           | -                       | -                        | -                        | 2 puncte pentru Mircea   | 2 puncte pentru Maria    | -                        | -                        | 2 puncte pentru Paul     | -                        | -                        | -                        | -                         | 2 puncte pentru Elena     | 2 puncte pentru Maria     | Runda Finală:Paul 3-2 Vasile                        |                           |                           |                           |  |  |
| Eliminat          | Anda                    | Viorel                   | Saveta                   | Benny                    | Duel fără eliminare      | Ami                      | Mircea                   | Duel fără eliminare      | Marcel                   | Strunila                 | Roxana                   | Denis                     | Sorana                    | Elena                     | Vasile Maria Lili                                   |                           |                           |                           |  |  |

## Audiențe
| Nr. | Data difuzării    | Poziție în grilă (EET) | Segment de public | Segment de public | Segment de public | Segment de public     | Segment de public     | Segment de public     | Surse  |
| Nr. | Data difuzării    | Poziție în grilă (EET) | Național          | Național          | Național          | Comercial (18–49 ani) | Comercial (18–49 ani) | Comercial (18–49 ani) | Surse  |
| Nr. | Data difuzării    | Poziție în grilă (EET) | Loc               | Vârf (mii)        | Medie (mii)       | Loc                   | Rating (%)            | Cotă (%)              | Surse  |
| --- | ----------------- | ---------------------- | ----------------- | ----------------- | ----------------- | --------------------- | --------------------- | --------------------- | ------ |
| 01  | 16 februarie 2016 | Marți, 20:30           | 2                 | 2.2               | 1.83              | 1                     | 11.8                  | 26.2                  | [ 5 ]  |
| 02  | 17 februarie 2016 | Miercuri, 20:30        | 1                 | 2.7               | 1.80              | 1                     | 10.3                  | 22.5                  | [ 6 ]  |
| 03  | 23 februarie 2016 | Marți, 20:30           | 1                 | 2.3               | 1.80              | 1                     | 9.5                   | 21.5                  | [ 7 ]  |
| 04  | 24 februarie 2016 | Miercuri, 20:30        | N/A               | 2.1               | 1.60              | 1                     | 10.4                  | 22.8                  | [ 8 ]  |
| 05  | 1 martie 2016     | Marți, 20:30           | 1                 | 2.6               | 2.00              | 1                     | 11.7                  | 25.4                  | [ 9 ]  |
| 06  | 2 martie 2016     | Miercuri, 20:30        | 1                 | 2.3               | 1.80              | 1                     | 10.6                  | 23.7                  | [ 10 ] |
| 07  | 8 martie 2016     | Marți, 20:30           | 1                 | 2.0               | 1.50              | 1                     | 7.4                   | 18.0                  | [ 11 ] |
| 08  | 9 martie 2016     | Miercuri, 20:30        | 1                 | 2.4               | 1.80              | 1                     | 9.5                   | 21.8                  | [ 12 ] |
| 09  | 15 martie 2016    | Marți, 20:30           | 1                 | N/A               | 1.60              | 1                     | N/A                   | N/A                   | [ 13 ] |
| 010 | 16 martie 2016    | Miercuri, 20:30        | 2                 | N/A               | 1.67              | 2                     | 8.8                   | 19.7                  | [ 14 ] |
| 011 | 23 martie 2016    | Marți, 20:30           | 1                 | 2.30              | 1.80              | 1                     | 9.7                   | 22.0                  | [ 15 ] |
| 012 | 24 martie 2016    | Miercuri, 20:30        | 1                 | 2.30              | 1.70              | 1                     | 9.8                   | 21.2                  | [ 16 ] |
| 013 | 29 martie 2016    | Marți, 20:30           | 1                 | 2.10              | 1.80              | 1                     | 9.6                   | 22.0                  | [ 17 ] |
| 014 | 30 martie 2016    | Miercuri, 20:30        | N/A               | 2.20              | 1.80              | 1                     | 8.1                   | 19.15                 | [ 18 ] |